# Chubby Newsome
Pour les articles homonymes, voir Newsome.
Chubby Newsome est une chanteuse de rhythm and blues américaine, née à Détroit, dans le Michigan, à une date inconnue.

## Carrière
Chubby, un pseudonyme signifiant « potelée », bien que née à Detroit, dans le Nord, fait l'essentiel de sa carrière à la Nouvelle-Orléans où elle apparaît en 1948. Elle est remarquée, lors de ses prestations au club Dew Drop Inn, par le chef d'orchestre Paul Gayten. 
Gayten l'engage et enregistre avec elle pour le label indépendant De Luxe Records. Il ressort de cette session Hip Shakin' Mama, un titre de jump blues qui est un succès. Le titre, la femme qui bouge les hanches, évoque le physique de Chubby Newsome. 
Elle enregistre également accompagnée par le groupe de Dave Bartholomew, autre figure du rhythm and blues de la Nouvelle-Orléans, mais elle ne retrouve pas le succès de Hip Shakin' Mama.
En 1949-1951, elle enregistre pour Regal Records. Elle continue à se produire sur scène. Son dernier enregistrement date de 1957.

## Discographie

### Singles
- Hip Shakin' Mama, De Luxe
- Perdido, De Luxe
- Back Biting Woman, De Luxe
- I'm Still In Love With You/Hard Lovin' Mama, Regal